# John Johnston

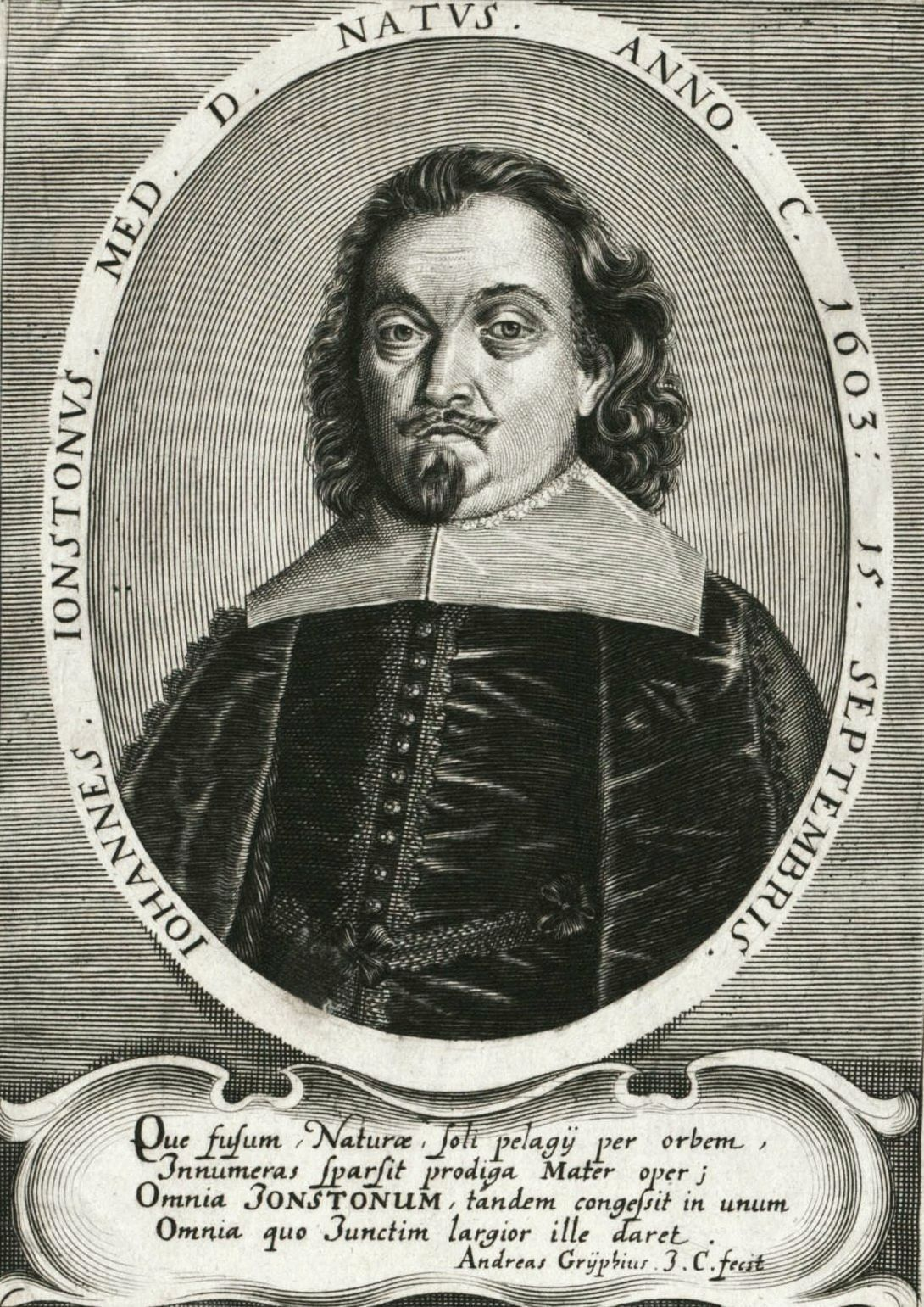
John Johnston um 1650

John Johnston (auch Johannes Johnstonus; * 3. September 1603 in Szamotuły (Polen, deutsch Samter); † 8. Juni 1675 in Składowice) war ein Arzt und ein europäischer Universalgelehrter, der zwölf Sprachen verstand und zahlreiche Bücher schrieb, von denen besonders die naturwissenschaftlichen Werke erfolgreich waren.

## Lebenslauf
John Johnston entstammte einer alten Adelsfamilie, deren Name sich von der Baronie Johnstone in der englischen Grafschaft Arundel ableitet. Sein Vater Simon (1559–1618) und seine beiden Brüder waren wegen ihres protestantischen Glaubens nach Polen emigriert; in Johnstons Geburtsort Samter bei Posen hatten sich Glaubensflüchtlinge verschiedener protestantischer Richtungen angesiedelt. Seine Mutter war Anna Becker († 1617), die Johns Vater 1601 geheiratet hatte.
John besuchte das Gymnasium Schönaichianum in Beuthen an der Oder (1614) und das akademische Gymnasium in Thorn (1619). An der naheliegenden Jagiellonen-Universität in Krakau konnte er als Protestant nicht studieren. So folgte 1622 eine Reise über Dänemark und England nach Schottland, wo er an der Universität St Andrews Philosophie, Theologie und Hebräisch studierte und 1623 Master of Arts wurde.
1625 kehrte er nach Lissa zurück und diente als Hofmeister (Hauslehrer) in adligen Familien. Dabei begann er, sich Kenntnisse in Medizin anzueignen. 1628 begab er sich auf eine Reise durch Europa und studierte Botanik und Medizin in Frankfurt (Oder), Wittenberg, Leipzig, Franeker in der niederländischen Provinz Friesland, in Leiden und Cambridge. Einen Lehrstuhl für Philosophie in Deventer in den Niederlanden lehnte er 1630 ab, kehrte stattdessen nach Polen zurück und wurde Hofmeister bei den Grundherren von Lissa, der Familie Leszczynski.
Zwischen 1632 und 1636 unternahm er mit zwei Zöglingen eine Bildungsreise durch Europa, man besuchte Frankreich, England, Italien und die Niederlande. Die Universität Leiden verlieh ihm 1634 den Doktortitel der medizinischen Wissenschaften. Nach seiner Rückkehr wurde er bei den Leszczynskis Leibarzt. In diesen Jahren war er befreundet mit Johann Amos Comenius (1592–1670), dem bedeutenden Philosophen und Pädagogen, der zeitweilig in Lissa wohnte. Die Universitäten Frankfurt, Heidelberg und Leiden boten ihm Lehrstühle an, er schlug auch diese aus. 1652 erwarb er das Gut Ziebendorf (Składowice) bei Liegnitz im habsburgischen Teil Schlesiens. 1665 verließ er Polen und zog sich als Privatgelehrter auf sein Gut zurück. Dort starb er 1675; sein Leichnam wurde nach Polen überführt und in Lissa beigesetzt.

## Das Werk

### Motive und Themenvielfalt
Die Beweggründe für John Johnstons schriftstellerische Tätigkeit lagen auf dem Gebiet der Pädagogik. Seine frühen Bemühungen als Lehrer und Reisebegleiter junger Adliger setzten sich in seinen Schriften fort. Er steht damit in der humanistischen Tradition der Renaissance, der daran gelegen war, mit Hilfe der Druckkunst möglichst vielen Lernwilligen Zugang zu soliden Kenntnissen zu verschaffen. Selbständige Forschungsleistungen liegen seinen Büchern kaum zugrunde. Er beschränkte sich darauf, auf der Grundlage seiner eigenen umfassenden Bildung und der ihm zugänglichen Quellen große Wissensbestände so aufzubereiten, dass der jeweilige Leser größtmöglichen Gewinn davon hatte.
An einer kleinen Auswahl seiner Schriften wird die Themenvielfalt erkennbar. Er schrieb zum Beispiel über Adelserziehung (Ephorus nobilis et orthodoxus, seu Sceleton nobilis & orthodoxae institutionis. Berlin 1628), Naturkunde (Thaumatographia naturalis. Amsterdam 1632), Geschichtsphilosophie und -theologie (Naturae constantia, gerichtet gegen die These vom Niedergang der Schöpfung und des Menschengeschlechts. Amsterdam 1632) und Universalgeschichte (Sceleton historiae universalis civilis et ecclesiasticae. Leiden 1633), aber auch über Medizin, Pharmakologie und Mineralogie.
Die Werke erschienen zunächst in lateinischer Sprache, der universellen Sprache aller Gelehrten jener Zeit (sie wurden zum Teil aber auch in neuere Sprachen übersetzt). Auch der Name des Autors wurde latinisiert. Aus „Johannes Jonstonus“ entwickelten sich dann später in Rückübertragung gelegentlich  Formen wie „John Jonston“ oder „Jan Jonston“, die den eigentlichen Ursprung des Namens verkennen. Ältere Lexica verwenden die Namensform „Johnston“.

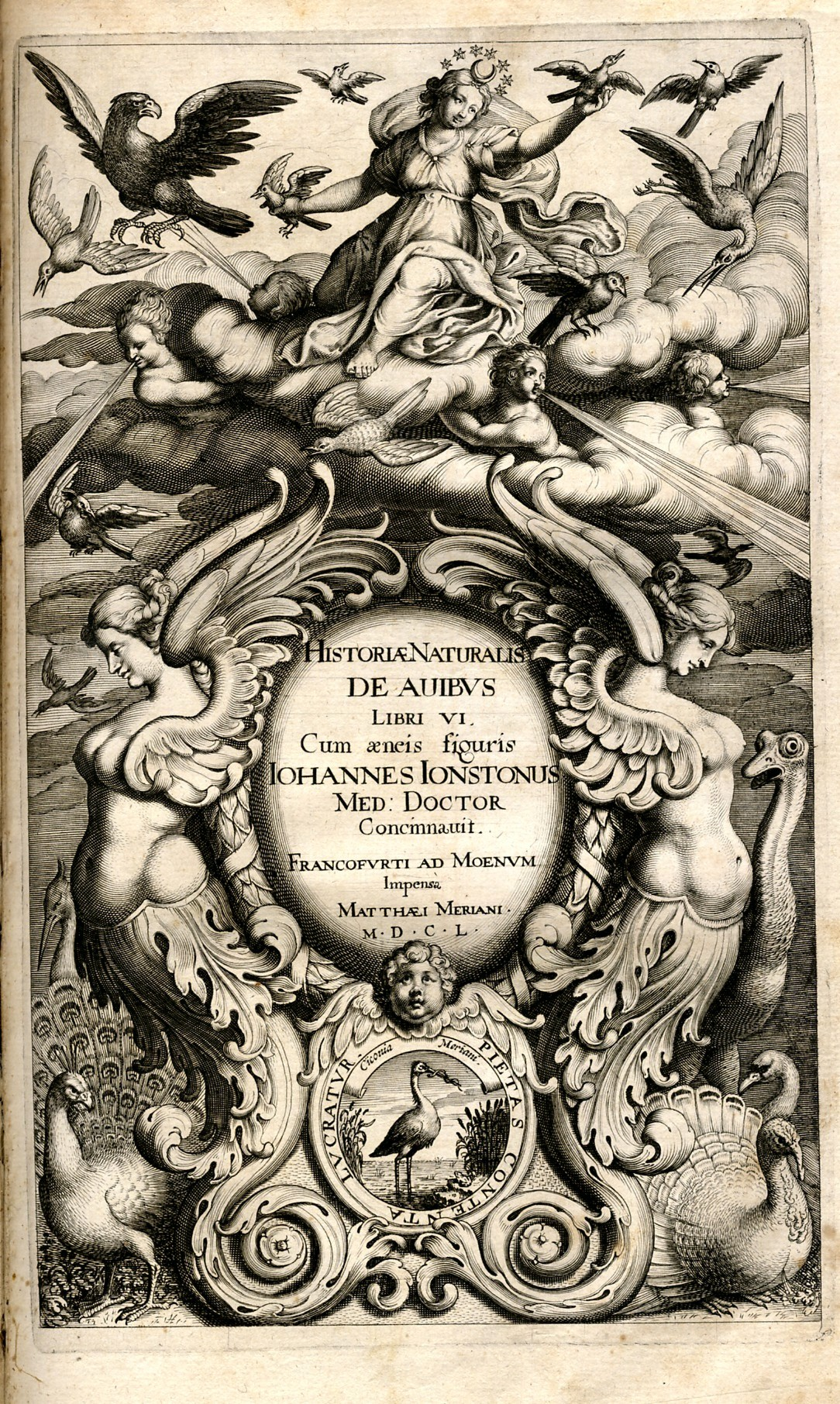
Titelblatt aus Historia naturalis .... Über die Vögel.
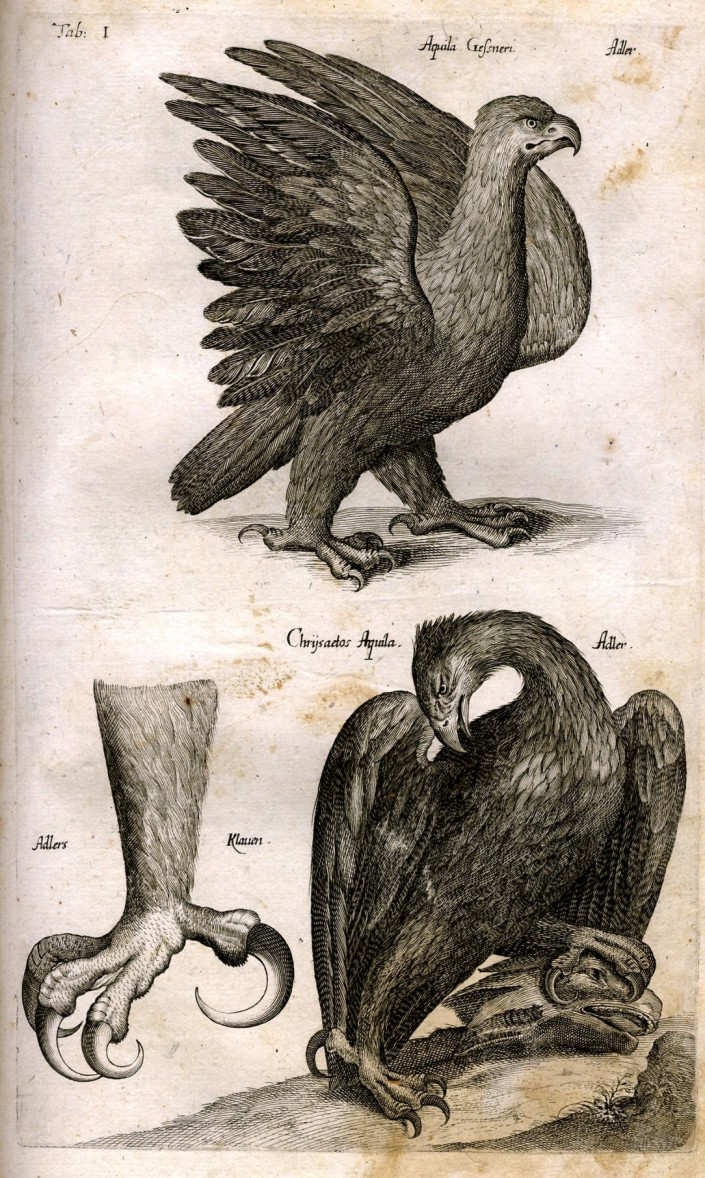
Illustration aus Historia naturalis .... Die Adler.
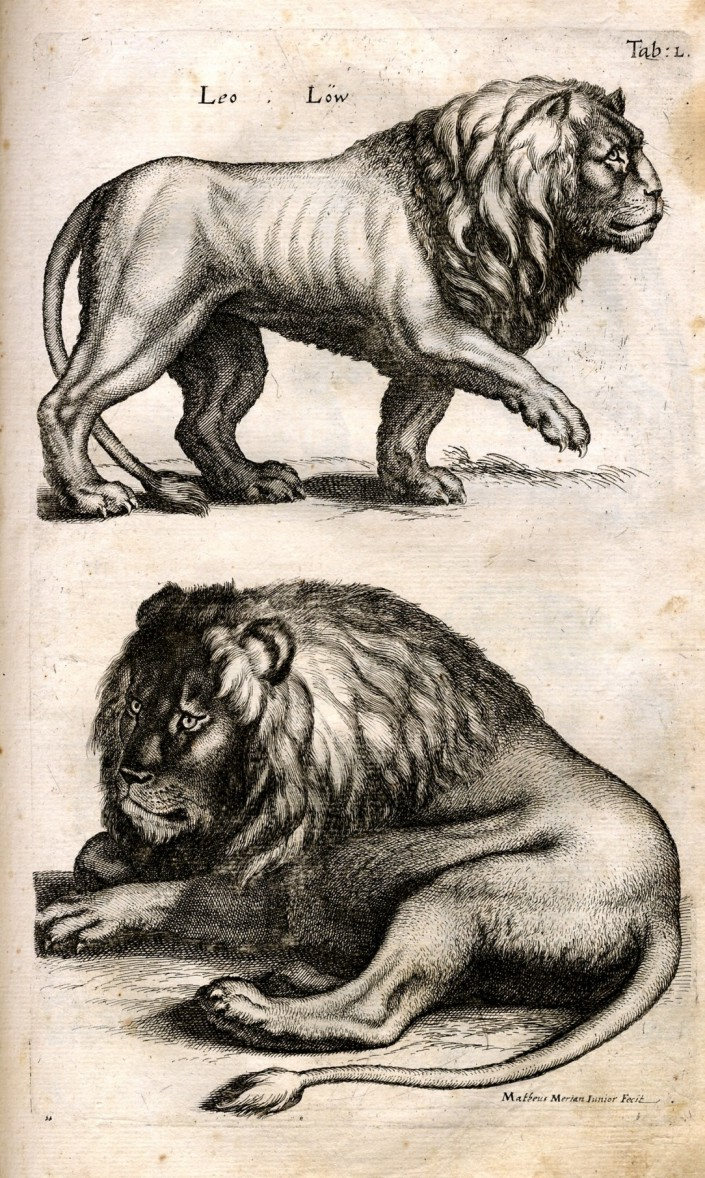
Illustration aus Historia naturalis .... Die Löwen.
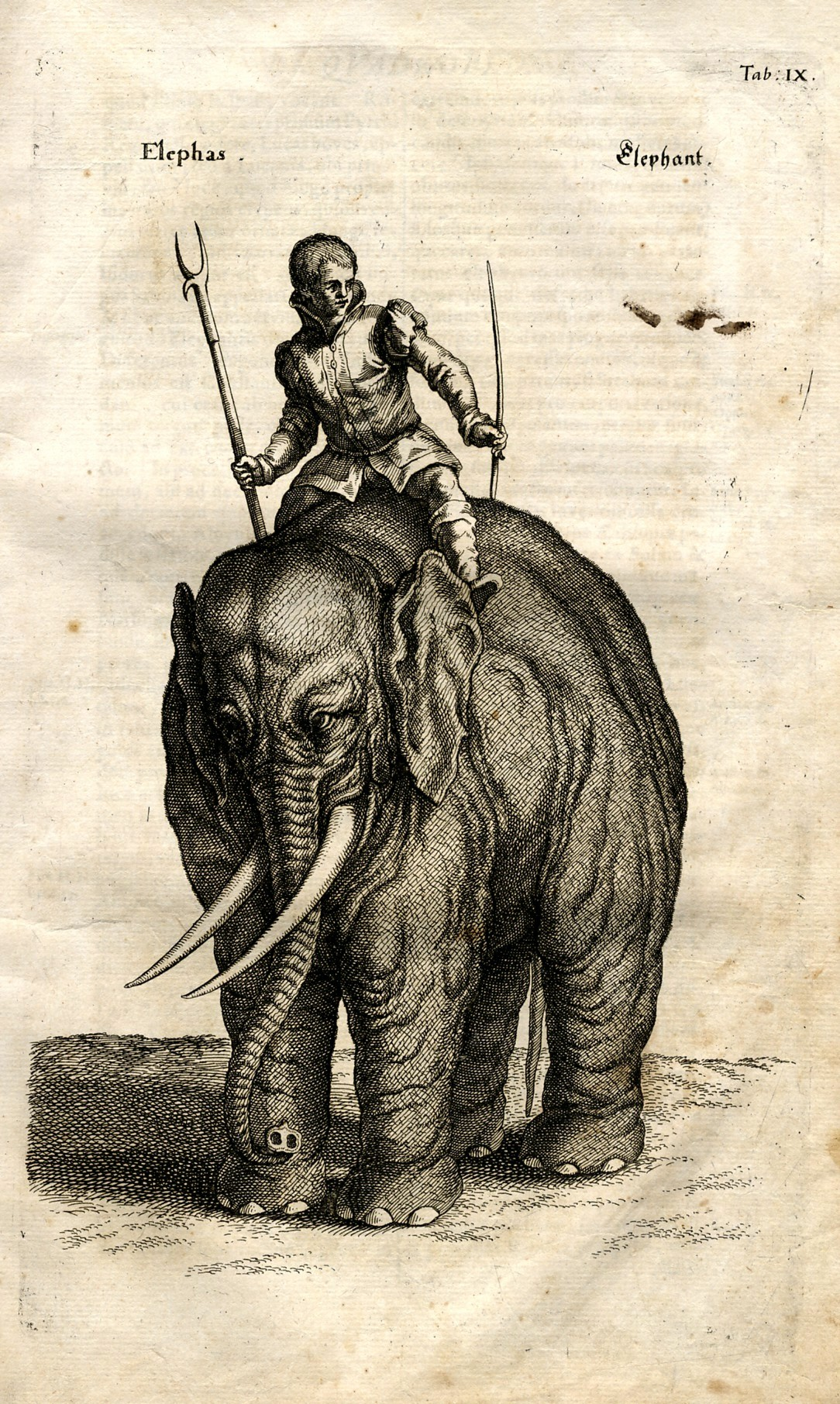
Illustration aus Historia naturalis .... Der Elefant.

### „Historia naturalis animalium“

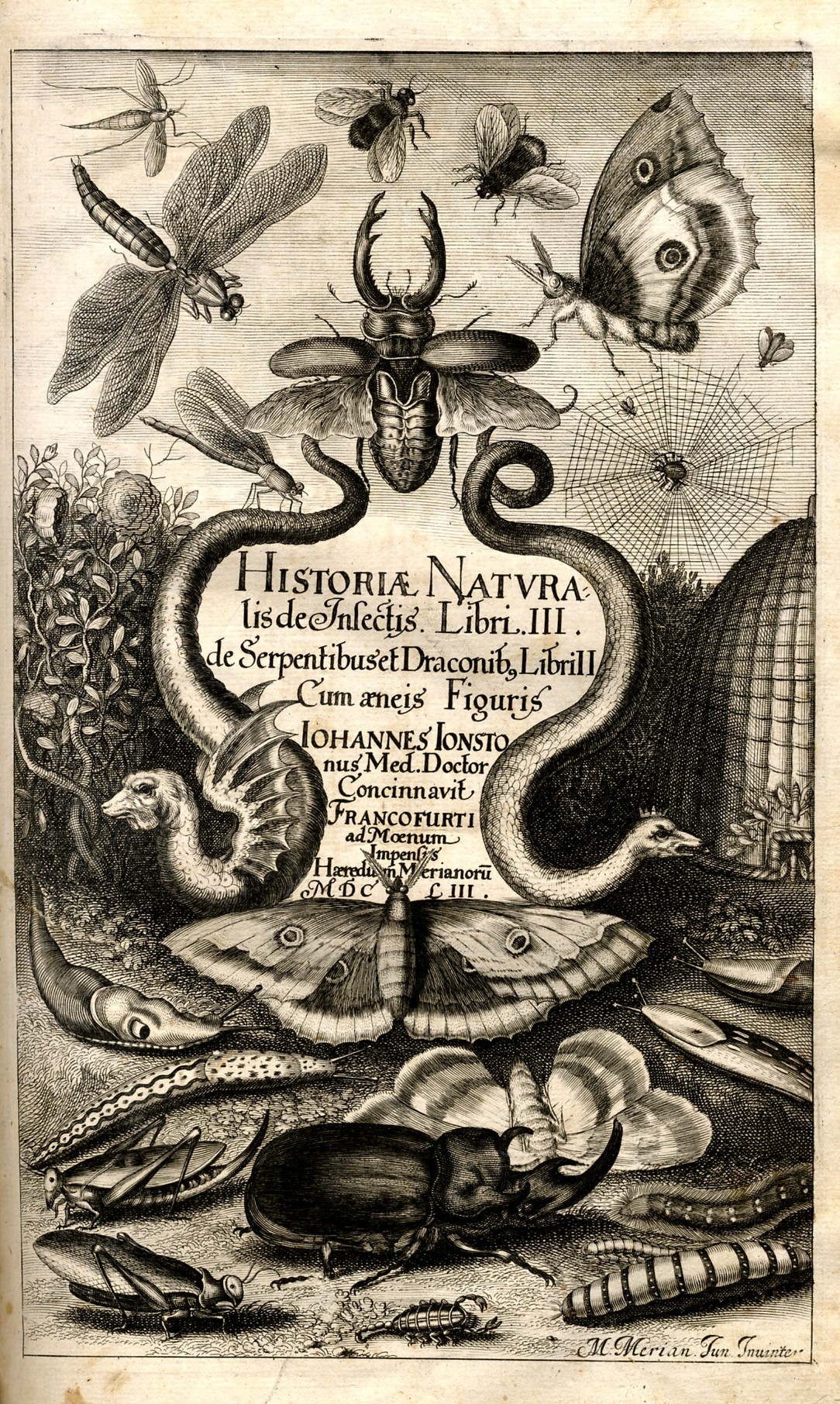
Titelblatt aus „Historia naturalis ...“. Über die Insekten.

Johnstons größtes Projekt blieb unvollendet. Er beabsichtigte eine umfassende, allgemeinverständliche, illustrierte Darstellung der Pflanzenwelt, des Tierreichs und des Menschen. Damit folgte er einem Gedanken des 17. Jahrhunderts, der von Francis Bacon (1561–1626) formuliert worden war, dem Staatsmann, Philosophen und Wegbereiter des Empirismus: dass man allgemeine Erkenntnisse aus der Beobachtung des Einzelnen in der Natur gewinnen und so womöglich lernen könne, die Natur zu beherrschen. Johnston begründete im Vorwort zu seinem Hauptwerk (Historia naturalis animalium), warum er die Auseinandersetzung mit den Phänomenen der Natur für wünschenswert hielt: sie fördere die Verehrung der Macht und Güte Gottes; sie mache einen großen Teil der Allgemeinbildung aus; sie sei viel interessanter und nützlicher als die an den Universitäten vermittelte Naturphilosophie, die auf Aristoteles zurückging; sie liefere anregenden Gesprächsstoff; vor allem aber könne sie den Menschen veranlassen, mit der Natur in Wettstreit zu treten – „Wir sind beinahe Gott ähnlich, wenn wir die Natur, ihre eigenen Mechanismen nutzend, durch Fortentwickeln, Umfunktionieren, Umgestalten, Steigern, Einschränken, Umlenken, Zerlegen, Sondern usw. zwingen, sich uns gewissermaßen zu unterwerfen und uns zu dienen“ (lat.: Deo quasi similes reddimur, dum ipsius naturae machinamentis usi, eandem, generando, corrumpendo, transformando, provehendo, impediendo, divertendo, resolvendo, seducendo, etc. nobis quasi subiiciet famulari cogimus).
Die „Historia naturalis ...“ in fünf Bänden erschien zwischen 1650 und 1653 im Verlag von Matthäus Merian dem Älteren in Frankfurt am Main. Sie enthielt 1025 Textseiten und auf 248 Bildtafeln 2859 Abbildungen von Vierfüßern, Vögeln, Fischen und Walen, Insekten, Schlangen und Drachen. Auch dieses Werk ist aus vorhandenen Quellen zusammengestellt, mitunter etwas unkritisch, wie die Abbildungen verschiedener Fabelwesen beweisen. Johnston versuchte auch durchaus nicht, diese Entstehungsgeschichte zu verbergen. Er merkte an, dass er vor allem darauf geachtet habe, das umfangreiche Material zusammenzuführen, zu straffen, besser zu gliedern und für gute Illustrationen zu sorgen. Die Kupferstiche wurden in der Werkstatt Merians geschaffen, die Vorlagen dazu stammen aber überwiegend aus anderen Quellen, meist aus den „Historiae animalium“ des Schweizer Naturforschers Conrad Gessner (1516–1565) und den Arbeiten des italienischen Zoologen Ulisse Aldrovandi (1522–1605). In Johnstons Werk sind solche Anleihen gekennzeichnet: Ges. steht für Gesner, Aldr. für Aldrovanti, Clus. für Clusius und Mouf. für Mouffet.
John Johnstons aufwendig hergestelltes Werk erreichte ein weit größeres Publikum als seine hauptsächlichen Quellen, die Bücher von Gesner und Aldrovandi, die im Buchhandel noch verfügbar waren. Es blieb für etwa hundert Jahre das maßgebende Handbuch der Tierkunde. Belege für den Erfolg waren Neuauflagen in Amsterdam (in sechs Bänden 1657, 1665 und 1718) und Heilbronn (1755–1769).